# 煮魚

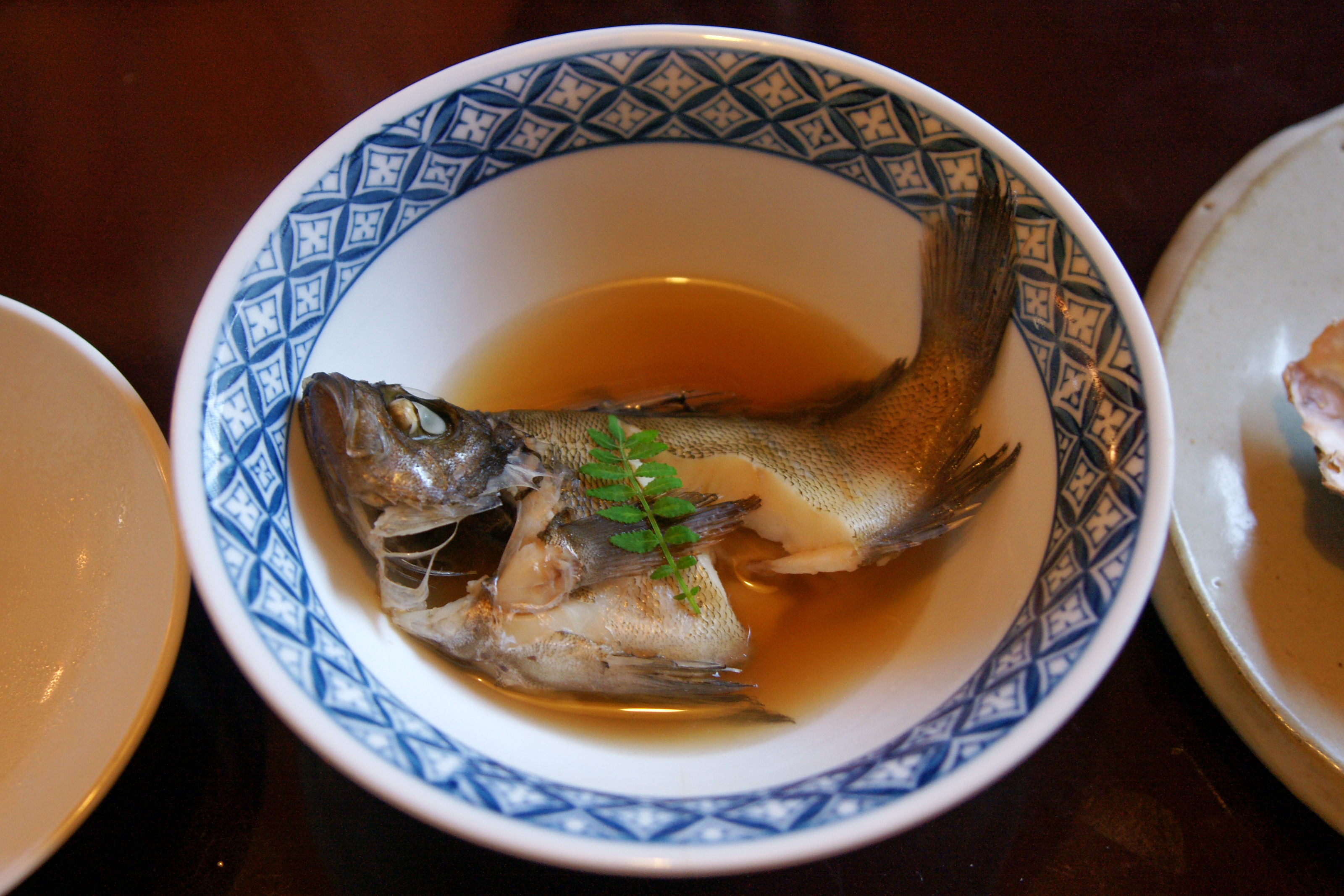
メバルの煮付け

煮魚（にざかな）は、魚を味を付けた汁で煮る料理。

## 概要

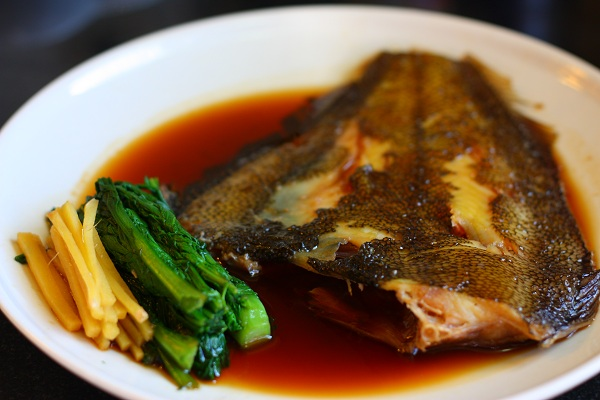
ヒラメの煮付け

一般的に白身魚の場合は淡味で短時間に煮上げ、赤身魚の場合は生臭みを抜き中心まで味がしみこみやすくするために長めに煮るのがよいとされている。淡水魚の場合は独特の臭みを取るため、白焼きにしてから煮たり、濃厚な冷たい煮汁に魚を入れてから煮る方法も用いられる。
煮魚の包丁法は魚に直角に切る筒切りやそぎ切りがよいとされ、斜めに切り込むと煮崩れを起こしやすくなる。
鍋は底が厚く平らな浅鍋を用いるとよく、煮崩れを防ぐために鍋の直径よりも一回り小さい落し蓋を使用することが多い。甘露煮など煮詰める場合には鍋に焦げ付くのを防ぐため竹の敷ざるや竹皮が使用される。
生臭い魚臭を抑えるために、薬味・調味料として、ネギ、ショウガ、食酢、レモンやユズなどの柑橘類、ニンニク、牛乳、溶き辛子、酒、みりん、ぶどう酒、味噌などを加えることもある。

## 各種の煮魚
煮付
魚がかぶるほどの煮汁で煮たもの。味付けは酒、味醂、砂糖、醤油で煮汁を作る。煮汁が少ないため落とし蓋をする。
甘露煮
味醂や砂糖を多く使い、甘く照りを出して煮たもの。ワカサギやフナなど淡水の小魚に多く用いる。
佃煮
醤油や味醂、砂糖を使い濃い味で煮たもの。イカナゴなどの小魚やエビなどが用いられる。
味噌煮
醤油の代わりに味噌を用いた煮付。サバやイワシなどくせの強い魚に用いる。
揚げ煮
一度揚げた魚をさっと煮たもの。揚げることでくせがやわらいだり、こくが増す。
煮浸し
たっぷりの煮汁で中心部まで味を含ませるもの。アユなどをまるごと食べるためのもの。
ブレゼ (仏：braisé)
深鍋に魚と野菜を入れ、少量のワインで蒸し煮にしたもの。
ポシェ (仏：poché)
たっぷりのクールブイヨンで煮て、ソースをかけたもの。
アクアパッツァ (伊：acqua pazza)
魚や貝をトマトと煮たもの。
ブイヤベース (仏：bouillabaisse)
魚介類にサフランやニンニクの風味を付けて煮た料理。